# ロピナビル・リトナビル
ロピナビル・リトナビル（Lopinavir/ritonavir、LPV/r）は、HIV/AIDSの治療および予防を目的とした固定用量配合の抗レトロウイルス薬である。ロピナビルと低用量のリトナビルが配合されている。一般的に、他の抗レトロウイルス薬との併用が推奨される。本剤は、針刺し事故やその他の曝露の可能性がある場合の予防に使用されることがある。本剤は、錠剤、カプセル、または溶液として経口投与される。日本では錠剤および内用液剤が承認されている。
一般的な副作用には、下痢、嘔吐、疲労感、頭痛、筋肉痛等がある。重篤な副作用としては、膵炎、肝障害、高血糖等が挙げられる。妊婦にもよく使われており、安全性は高いと思われる。どちらの薬もHIVプロテアーゼ阻害剤であるが、リトナビルは主にロピナビルの分解を遅らせる役割を担っている。
ロピナビル・リトナビル合剤の単独での使用は、米国と日本では2000年に承認されている:3。世界保健機関（WHO）の必須医薬品リストに掲載されている。

## 効能・効果
- HIV感染症

ロピナビル・リトナビルは、米国ではHIVの初回治療に好まれる組み合わせであった。しかし、他のプロテアーゼ阻害剤ベースのレジメンと比較して錠剤の負担が大きく、胃腸障害を起こし易い事から、未治療の患者には推奨されなくなった。

## 禁忌
ロピナビル・リトナビルは、下記の薬剤を投与中の患者には禁忌である。
ピモジド、エルゴタミン・カフェイン・イソプロピルアンチピリン、ジヒドロエルゴタミン、エルゴメトリン、メチルエルゴメトリン、ミダゾラム、トリアゾラム、ルラシドン、バルデナフィル、シルデナフィル、タダラフィル、ブロナンセリン、アゼルニジピン、アゼルニジピン・オルメサルタン メドキソミル、リバーロキサバン、ロミタピド、ベネトクラクス（用量漸増期）、リオシグアト、ボリコナゾール、グラゾプレビル
腎機能または肝機能障害のある患者では、コルヒチンも併用禁忌となる。

## 副作用
本合剤で知られている重大な副作用は、
- 高血糖、糖尿病

一部では糖尿病性ケトアシドーシスが現れている。
- 膵炎

嘔気、嘔吐、腹痛等の臨床症状や血清リパーゼ、アミラーゼ、トリグリセリド等の検査値異常
- 出血傾向
- 肝機能障害、肝炎
- 徐脈性不整脈

洞徐脈、洞停止、房室ブロック
- 中毒性表皮壊死融解症、皮膚粘膜眼症候群、多形紅斑

である。
最も一般的な副作用は、下痢と嘔気である。主要な臨床試験では、中等度または重度の下痢が最大で27％の患者に、中等度または重度の嘔気が最大で16％の患者に見られた。その他の一般的な副作用としては、腹痛、虚弱、頭痛、嘔吐、特に小児では発疹などが出現した。
また、肝酵素の上昇もロピナビル・リトナビル投与中の2%以上の患者に見られる。
ロピナビル・リトナビルは、CYP3AやP-gp基質である他の薬剤と、程度の差こそあれ相互作用する。
心臓の構造的疾患、既存の伝導系異常、虚血性心疾患、心筋症のある患者は、ロピナビル・リトナビルの使用に注意が必要である。
2011年3月8日、米国食品医薬品局は、未熟児がロピナビル・リトナビル内用液を投与された際に、プロピレングリコールが原因と思われる重篤な健康障害が報告されたことを医療関係者に通知した。未熟児への使用は避けるべきであるとしている。

## 開発の経緯
アボット・ラボラトリーズ（現アビー）は、アルゴンヌ国立研究所の国立シンクロトロン放射光源であるAdvanced Photon Source（APS）の初期のユーザーの1人であった。APSの初期の研究プロジェクトの1つは、ヒト免疫不全ウイルス（HIV）タンパク質に焦点を当てたものであった。APSのビームを用いたX線結晶構造解析により、ウイルスタンパク質の構造が明らかとなり、HIVプロテアーゼ阻害剤の開発に向けたアプローチが可能になった。アルゴンヌAPSを用いたこの構造に基づく創薬の結果、アボットはプロテアーゼを阻害する事でウイルスの複製を阻止する新製品を開発する事が出来た。
ロピナビルは、初期のプロテアーゼ阻害剤であるリトナビルの改良版として開発された。具体的には、血清タンパク結合特性（プロテアーゼ酵素阻害に対する血清の干渉を低減する）とHIV耐性プロファイル（薬剤に対するウイルスの耐性を高める能力を低減する）を考慮して開発された。ロピナビルは単独投与ではバイオアベイラビリティが不充分であるが、他のHIVプロテアーゼ阻害剤と同様に、腸管および肝のシトクロムP450 3A4を強力に阻害するリトナビルを低用量で併用すると、血中濃度が大幅に上昇する。この為、アボット社はロピナビルと（効果の低い）リトナビルを併用する戦略を採用し、ロピナビルはリトナビルとの合剤としてのみ製剤化され販売された。
ロピナビル／リトナビルは、2000年9月15日に米国食品医薬品局（FDA）で、2000年12月12日に日本で、2001年3月19日に欧州で承認された。
COVID-19パンデミックが発生した2020年3月、イスラエル政府はアッヴィにロピナビル・リトナビルの特許を強制的に使用許諾することを発表した。これを受けて、アッヴィは本剤の特許行使を完全に停止することを発表した。

## 価格
タイ政府は、価格の高騰やHIV感染の拡大を受けて、2007年1月29日にロピナビルとリトナビルのジェネリック医薬品の製造および輸入に関する強制実施権を発行した。これに対し、アボット・ラボラトリーズ社は、タイ政府が特許を尊重しない事を理由に、ロピナビルを始めとする7つの新薬のタイでの登録を取り下げた。このようなアボット社の姿勢は、Act Up-Parisが開始したネットストライキや、フランスのNGO AIDESによるアボット社の全医薬品のボイコットの呼び掛けなど、世界中の複数のNGOによって糾弾されている。

## 研究開発
SARS-CoV-1のデータは有望と思われたが、COVID-19における有用性は2020年3月23日までは不明であった。2020年に公表された非盲検無作為化試験で、重症のCOVID-19の治療にロピナビル・リトナビルは有用ではないことが判明した。この試験では、症状が出始めてから通常13日前後で投薬が開始された。